# Miguel Calderón
Pour les articles homonymes, voir Calderón.
Miguel Calderón, né le 30 octobre 1950, à La Havane à Cuba, est un ancien joueur et entraîneur cubain de basket-ball. Il évolue durant sa carrière au poste d'arrière.

## Palmarès
- 3e des Jeux olympiques de 1972
- 3e des Jeux panaméricains de 1971